# Шомбаш

Шомбаш — река в России, протекает в Виноградовском районе Архангельской области. Вытекает из болота Шомбашского. Устье реки находится в 133 км по левому берегу реки Ваеньга. Длина реки составляет 24 км. В 7 км от устья впадает река Палиха. 

## Данные водного реестра
По данным государственного водного реестра России относится к Двинско-Печорскому бассейновому округу, водохозяйственный участок реки — Северная Двина от впадения реки Вага и до устья, без реки Пинега, речной подбассейн реки — Северная Двина ниже места слияния Вычегды и Малой Северной Двины. Речной бассейн реки — Северная Двина.
По данным геоинформационной системы водохозяйственного районирования территории РФ, подготовленной Федеральным агентством водных ресурсов:
- Код водного объекта в государственном водном реестре — 03020300412103000032730
- Код по гидрологической изученности (ГИ) — 103003273
- Код бассейна — 03.02.03.004
- Номер тома по ГИ — 03
- Выпуск по ГИ — 0